# Résolution 416 du Conseil de sécurité des Nations unies
 (mars 2025).
Membres permanents
- Chine
- États-Unis
- France
- Royaume-Uni
- URSS

Membres non permanents
- Allemagne de l'Ouest
- Bénin
- Canada
- Inde
- Libye
- Mauritanie
- Pakistan
- Panama
- Roumanie
- Venezuela

Résolution no 415 Résolution no 417
La résolution 416 du Conseil de sécurité des Nations unies est adoptée le 21 octobre 1977. Elle examine un rapport du secrétaire général concernant la Force des Nations unies chargée d'observer le désengagement et note les discussions que le secrétaire général a eu avec toutes les parties concernées.
Le conseil exprime sa préoccupation face aux tensions persistantes dans la région et décide de :
- Renouveler le mandat de la Force des Nations unies chargée d'observer le désengagement pour une année supplémentaire, jusqu'au 24 octobre 1978 ;
- Demander au secrétaire général de tenir le Conseil de sécurité informé de l'évolution de la situation ;
- Demander à toutes les parties d'appliquer immédiatement la résolution 338 (de 1973).

La résolution est adoptée par 13 voix contre zéro, la Chine et la Libye ne participent pas au vote.